# Championnats de France de triathlon 2020
Navigation
2019 2021
Les championnats de France de triathlon 2020 se déroulent le 19 septembre 2020, à Montceau-les Mînes, sur une épreuve de distance S pour le titre individuel et sur une épreuve en équipe de relais mixte pour le titre de cette spécialité.

## Palmarès
Les tableaux présentent le « Top 10 » hommes et femmes des catégories élites.
|                    | Triathlète       | Temps       |
| ------------------ | ---------------- | ----------- |
| Médaille d'or      | Léo Bergère      | 52 min 35 s |
| Médaille d'argent  | Pierre Le Corre  | 52 min 44 s |
| Médaille de bronze | Tom Richard      | 52 min 52 s |
| 4                  | Aurélien Raphaël | 53 min 6 s  |
| 5                  | Simon Viain      | 53 min 47 s |
| 6                  | Louis Vitiello   | 53 min 50 s |
| 7                  | Thomas Sayer     | 53 min 52 s |
| 8                  | Yanis Seguin     | 54 min 0 s  |
| 9                  | Aurélien Jem     | 54 min 5 s  |
| 10                 | Valentin Morlec  | 54 min 6 s  |

|                    | Triathlète          | Temps          |
| ------------------ | ------------------- | -------------- |
| Médaille d'or      | Léonie Périault     | 58 min 26 s    |
| Médaille d'argent  | Léa Coninx          | 58 min 55 s    |
| Médaille de bronze | Mathilde Gautier    | 58 min 57 s    |
| 4                  | Pauline Landron     | 59 min 7 s     |
| 5                  | Émilie Morier       | 59 min 25 s    |
| 6                  | Kristelle Congi     | 59 min 28 s    |
| 7                  | Audrey Merle        | 59 min 36 s    |
| 8                  | Margot Garabedian   | 1 h 0 min 15 s |
| 9                  | Cassandre Beaugrand | 1 h 0 min 19 s |
| 10                 | Sandra Dodet        | 1 h 1 min 54 s |